# Reacción en cadena de la polimerasa múltiple
La Reacción en Cadena de la Polimerasa Múltiple (PCR Múltiple) es una variante de la PCR tradicional (PCR punto final) en la que dos o más loci se amplifican simultáneamente en la misma reacción. Es una técnica de biología molecular usada en todo el mundo que usa la reacción en cadena de la polimerasa para amplificar distintos fragmentos de ADN diana simultáneamente (como si se realizaran muchas reacciones en cadena de la polimerasa individuales en una misma reacción). La amplificación de las dianas se logra mediante el uso de múltiples pares de cebadores en una mezcla de reacción; el diseño de los cebadores para todos los pares de estos tiene que ser optimizado para que pueden trabajar a la misma temperatura de hibridación durante la PCR. La PCR Múltiple tiene el potencial de ahorrar considerablemente tiempo y esfuerzo en el laboratorio, sin comprometer la utilidad del experimento. Desde su primera descripción en 1988, este método se ha aplicado con éxito en muchas áreas de diagnóstico de ácidos nucleicos, incluidos el análisis de deleción de genes, mutaciones, polimorfismos, ensayos cuantitativos, detección de RNA y PCR de transcripción inversa. Kits de alcance comercial para realizar PCR Múltiple están disponibles y son utilizados por muchos laboratorios forenses para amplificar muestras de ADN degradadas. En el campo de las enfermedades infecciosas, esta técnica ha demostrado ser un método valioso para la identificación de virus, bacterias, hongos, y parásitos.

## Historia
La PCR Múltiple fue descrita por primera vez en 1988 por Chamberlain, Gibbs, Ranier, Nguyen y Caskey como un método para detectar deleciones en el gen de la distrofina (uno de los genes humanos más largo que se conocen, con 2,5 megabases), que son la causa de la Distrofia Muscular de Duchenne. En 1990, Ballabio, Ranier, Chamberlain, Zollo, and Caskey la usaron como método de screening para encontrar deleciones en el gen de la esteroide sulfatasa (STS). En 2008, La PCR Múltiple fue utilizada para el análisis de microsatélites y SNPs, entre muchas otras áreas.
La PCR, en general, ha revolucionado el campo del diagnóstico de las enfermedades infecciosas. Para superar la desventaja inherente del alto costo y para mejorar la capacidad diagnóstica de la prueba, se ha desarrollado la PCR Múltiple para la detección de agentes infecciosos virales, bacterianos y fúngicos en un tubo de reacción. Los esfuerzos para mejorar la sensibilidad y especificidad, y para facilitar la automatización del proceso han dado lugar a numerosas publicaciones relacionadas con la aplicación de la PCR Múltiple en el diagnóstico de agentes infecciosos, especialmente aquellos que se dirigen a ácidos nucleicos virales.

## Fundamento
La PCR Múltiple consta de varios conjuntos de cebadores dentro de una única mezcla de PCR para producir amplicones de tamaños que son específicos para varias secuencias de ADN diferentes. Aunque no está claro si hay un límite teórico para el número de secuencias que pueden amplificarse simultáneamente, las limitaciones en el establecimiento de condiciones para reacciones específicas e interpretables generalmente limitan el número de secuencias diana útiles. Una reacción de PCR Múltiple para amplificar tanto como nueve segmentos del gen de la distrofina humana ya ha sido reportado con anterioridad.
El desarrollo de la PCR Múltiple debería seguir un enfoque racional para sus condiciones, tales como la compatibilidad entre los cebadores dentro de la mezcla de reacción de tal manera que no haya interferencias entre ellos, lo cual es de gran importancia técnica. Por lo tanto, el diseño de los conjuntos de cebadores de acuerdo con unos parámetros claramente identificados es esencial para una amplificación específica con alto rendimiento.
Las temperaturas de hibridación para cada uno de los conjuntos de cebadores deben ser optimizadas para que puedan funcionar correctamente dentro de una sola reacción, utilizando los pares de cebadores que resulten en productos de PCR que pueden ser separados y visualizados claramente mediante electroforesis en gel o hibridación de sondas con máxima especificidad. Alternativamente, si los tamaños de los amplicones se superponen, los diferentes amplicones pueden diferenciarse y visualizarse usando cebadores que se han teñido con diferentes colores de marcas fluorescentes.

### Parámetros Importantes

#### Diseño de Cebadores
La longitud del cebador debe ser de 18 a 24 pares de bases y debe tener un contenido de GC de entre el 40 % y el 60 %, por lo tanto deberían de tener una temperatura de hibridación de 55 °C a 58 °C. Los cebadores más largos, de entre 28 y 30 pares de bases, permiten que la reacción se realice a una temperatura de hibridación más alta, pero los rendimientos de los productos resultarán ser inespecíficos, o se dará la formación de dímeros de cebadores. Se recomienda calcular el punto de fusión y hacer pruebas para posibles interacciones cebador-cebador. También se recomienda hacer pruebas de posibles secuencias repetitivas, intente alineación de cebadores con las bases de datos de secuencias del Centro Nacional de Información Biotecnológica (NCBI, por sus siglas en inglés) usando la familia de programas de la Herramienta de Búsqueda de Alineación Básica Local (BLAST, por sus siglas en inglés).

#### Temperatura de Fusión
Se utilizan cebadores con la temperatura de fusión similar, preferiblemente entre 55 °C y 60 °C. Para las secuencias con alto contenido de GC, se recomiendan cebadores con una temperatura de fusión más alta (preferiblemente de 75 °C a 80 °C). Una variación de entre 3 °C y 5 °C es aceptable para los cebadores utilizados en la reacción.

#### Especificidad
Es importante tener en cuenta la especificidad de los cebadores diseñados con las secuencias diana, mientras se realiza la preparación de una PCR Múltiple, sobre todo porque existe competencia cuando múltiples secuencias diana están en un solo recipiente de reacción.

#### Evitar la Formación de Dímeros de Cebadores
Los cebadores diseñados deben ser revisados para que no ocurra la formación de dímeros de cebadores, ya que con todos los que habrá presentes en la mezcla de reacción, si llega a haber dimerización, esta conduce a la amplificación inespecífica de fragmentos.

#### Evitar el Uso de Cebadores Anidados
Las PCR Múltiples deben evitar el uso de cebadores anidados que requieren una segunda ronda de amplificación. Esto es un importante contribuyente de los resultados con falsos positivos debido a la contaminación por arrastre, aunque protocolos anti-contaminación incluyendo controles de PCR (reacción y las muestras extraídas de controles) deben ser implementadas en todos los protocolos basados en la PCR. Del mismo modo, las precauciones y metodologías para evitar resultados falsos negativos debido a la insuficiencia de reacción tienen que ser considerados. Las PCR Múltiple que amplifican secuencias diana junto con la presencia de ácidos nucleicos diana de control externos o internos que indican la insuficiencia de reacción ya se han desarrollado y han sido también ampliamente utilizados.

### Tipos de PCR Múltiple
Las reacciones múltiples pueden ser categorizadas en dos grupos:
1. Reacción en Cadena de la Polimerasa de Templete Único
Esta técnica utiliza una única plantilla que puede ser un ADN genómico junto con varios pares de cebadores directo e inverso para amplificar regiones específicas dentro de un templete.
2. Reacción en Cadena de la Polimerasa de Múltiples Templetes
Se utilizan múltiples plantillas y varios conjuntos de cebadores en el mismo tubo de reacción. La presencia de múltiples cebadores puede dar lugar a hibridación cruzada entre sí y así propiciar la posibilidad de errores de alineación con otras plantillas.

### Ventajas
1. Controles Internos
Los problemas potenciales en una PCR simple incluyen falsos negativos debido a alguna falla en reacción o falsos positivos debido a alguna contaminación. Los falsos negativos a menudo se revelan en ensayos múltiples porque cada amplicón proporciona un control interno para los otros fragmentos amplificados.
2. Eficiencia
El gasto de los reactivos y el tiempo de preparación es menor en una PCR Múltiple que en los sistemas donde se utilizan varios tubos de PCR. Una reacción múltiple es ideal para la conservación de la polimerasa, que es costosa y de plantillas con escasa cantidad.
3. Calidad del Templete
```
La calidad el templete puede determinarse de manera más eficaz en una PCR Múltiple que en una reacción simple de PCR.
[
2
]
```

4. Cantidad del Templete
La amplificación exponencial y los estándares internos de la PCR Múltiple se pueden utilizar para evaluar la cantidad de una plantilla determinada en una muestra. Para cuantificar las plantillas con precisión por PCR Múltiple, la cantidad de plantilla de referencia, el número de ciclos de reacción y la inhibición mínima de la duplicación teórica de producto para cada ciclo deben tenerse en cuenta.
5. Cantidad Limitada de Templete
La cantidad de extracto disponible de ADN antiguo es limitado y solo permite unos cuantos ensayos de PCR. El protocolo de la PCR Múltiple permite varios órdenes de magnitud de mayor información para ser deducidas de cantidades limitadas de plantilla. Esto se logra mediante la amplificación de un número casi ilimitado de fragmentos de la misma cantidad de plantilla de ADN como se utilizaría para un producto de PCR estándar único.
6. Modificaciones
En primer lugar, debido a su alta especificidad cuando se utilizan cebadores anidados, un muy alto número de loci puede ser amplificado simultánea- y rápidamente sin la necesidad de la optimización previa de las diferentes combinaciones de cebadores. La alta especificidad es proporcionada por cebadores anidados, que imponen un nivel adicional de selección de secuencia en los productos de la primera PCR. Este diseño reduce sustancialmente la aparición de espurios de cebadores y falsos positivos debido a la amplificación no específica o amplificación de ADN contaminante a partir de especies diferentes a la especie objetivo. En segundo lugar, solo los fragmentos más cortos (anidados) de la segunda etapa se amplifican a un alto número de copias. Por lo tanto, el riesgo de contaminación cruzada de muestras posteriores con productos de la PCR se reduce, ya que estos productos más cortos no pueden servir como plantillas para la primera etapa.
7. Aplicaciones
Tales como la amplificación paralela de múltiples locis cortos que no presentan solapamiento, por lo que se puede utilizar un único conjunto de cebadores múltiples. La técnica también puede ser adaptada para el polimorfismo de un solo nucleótido (SNP), por ejemplo para inferir la selección positiva, la distribución geográfica de los alelos o cambios en la distribución del alelo en un tiempo y en un espacio determinados. Recientemente, se ha propuesto que la secuenciación de un genoma completo de una especie extinguida utilizando la técnica 454 proporcionará un gran número de SNPs para especies extintas. El protocolo de PCR Múltiple de dos etapas proporciona un método para la evaluación rápida de algunos SNPs candidatos y la posterior tipificación en paralelo de cientos o miles de SNPs de una muestra. Usando fuentes complejas de ADN, tales como las heces o sedimentos, también podría ser posible amplificar el ADN de especies diferentes, tales como plantas, animales y bacterias simultáneamente. Finalmente, este método tiene muchas aplicaciones en medicina forense, ya que permite el análisis simultáneo de múltiples marcadores tales como el ADN mitocondrial, los marcadores específicos del sexo, microsatélites y SNPs de las muestras de cantidad limitada.

### Desventajas
1. Número limitado de pares de cebadores
El número de pares de cebadores está limitado por el aumento de la posibilidad alineamiento incorrecto; aunque cabe mencionar que existen protocolos de PCR Múltiple en los que utilizan hasta 1,200 pares de cebadores y un solo templete de ADN y se ha logrado trabajar exitosamente.
2. Optimización
La PCR Múltiple requiere de varios aspectos que requieren ser optimizados, como los componentes o las condiciones del termociclador, de acuerdo al tipo de experimento, investigación o diagnóstico que se desea realizar, y también para que se alcance una alta eficiencia y rendimiento.
3. Validación
Antes de su aplicación en el diagnóstico clínico, las PCR Múltiple deben ser evaluadas por su sensibilidad en comparación con sus correspondientes PCR Simples usando diluciones en serie del ADN diana y muestras clínicas en ambas.

## Reactivos
Algunas soluciones y reactivos estándar para PCR Múltiple son:
Nucleótidos, desoxinucleótidos trifosfato o dNTP, que se almacenan como una solución stock de 100 mM (25 mM para dATP, 25 mM para dCTP, 25 mM para dGTP y 25 mM para dTTP).
Amortiguador para PCR Estándar 10x, que deberá contener: 500 mM de KCl, 100 mM de Tris-HCl, pH ajustado a 8.3 (a 24 °C) y 15 mM de MgCl2.
Taq ADN Polimerasa.
Aditivos como dimetil sulfóxido o DMSO, albúmina de suero bovino o BSA y glicerol. 
Cebadores que pueden ser adquiridos comercialmente o sintetizados localmente; deben ser utilizados a una concentración final recomendada de 10 a 25 pmol/µL cada uno y pueden combinarse en múltiples mezclas para la reacción.
ADN Genómico que se recomienda que sea preparado utilizando un protocolo estandarizado de dodecil sulfato de sodio / proteinasa K.
Algunos componentes de la PCR deben permanecer inalterados, ya que el aumento de la concentración de estos factores puede aumentar la probabilidad de alineamientos inespecíficos de los cebadores con la subsiguiente producción de productos de amplificación igualmente inespecíficos o espurios. Estos son: componentes del tampón o amortiguador para PCR, nucleótidos y concentraciones de la polimerasa.
Sin embargo, la optimización de estos componentes en PCR Múltiple, que están diseñados para la amplificación simultánea de múltiples objetivos, puede resultar beneficiosa debido a que el ADN diana deseado puede ser desplazado por la amplificación más eficiente de otras dianas (incluidos los productos no específicos), lo que lleva a la disminución de la eficiencia de la amplificación de los objetivos deseados y por lo tanto a la disminución en la sensibilidad de la reacción.
Por ejemplo, en la PCR Múltiple utilizada para el gen de la distrofina (nueve dianas genómicas), una concentración de Taq ADN polimerasa (con un aumento apropiado de la concentración de MgCl2) de cuatro a cinco veces mayor que la requerida en la PCR Simple fue necesaria para lograr una óptima amplificación de ácidos nucleicos.
Otra técnica de optimización de los componentes es el uso de aditivos para PCR, tales como dimetil sulfóxido, glicerol, albúmina de suero bovino o betaína, que han sido analizadas y se ha comprobado su carácter beneficioso para PCR Múltiple. Los componentes pueden actuar para prevenir el estancamiento de la polimerización de ADN, que puede ocurrir a través de la formación de estructuras secundarias dentro de las regiones de ADN molde durante el proceso de extensión. Tales co-disolventes también pueden actuar como agentes desestabilizadores, ayudando en la reducción de la temperatura de fusión de las secuencias ricas en GC, por poner un ejemplo.

## Protocolo de amplificación
Un protocolo de PCR Múltiple Paso-a-Paso fue diseñado por Henegariu, Heerema, Dlouhy, Vance y Vogt en 1997, con soluciones prácticas a muchos de los problemas que se encuentran en esta variante de la PCR. La combinación óptima de la temperatura de hibridación y la concentración de sal en el amortiguador es esencial en cualquier PCR para obtener productos de amplificación altamente específicos. La concentración de cloruro de magnesio solamente necesita ser proporcional a la cantidad de dNTP en la reacción, y estos valores pueden permanecer constantes para cualquier reacción. Aunque si las concentraciones de cloruro de magnesio se aumentaran gradualmente, podrían influir aún más la reacción, los otros dos parámetros mencionados parecen ser mucho más importantes en la obtención de altos rendimientos y alta especificidad de los productos de PCR. En la PCR Múltiple, ajustar la cantidad de cebador para cada locus también se ha demostrado ser esencial, entre muchos otros.

### Desarrollo de un sistema de PCR Múltiple
1. Escoger un loci.
Determinar el sistema de PCR a utilizar.
Distribuir los amplicones (localizados en los “puntos calientes” o lugares donde frecuentemente ocurren mutaciones, ligados a genes, cromosomalmente no ligados, agrupados cerca de exones en un mismo amplicón, etc…).
Diseñar fragmentos de control interno (otros exones, secuencias externas, secuencias del modelo, secuencias conservadas en todos los templetes diana, etc…).
2. Posicionar los Cebadores en regiones de secuencias detalladas; en relación con el tamaño de los amplicones.
3. Diseño de Cebadores con cinéticas de reacción similares.
4. Desarrollar las Condiciones para PCR de manera separada para cada set de cebadores.
5. Añadir Secuencialmente los sets de Cebadores, alterando las condiciones como sea necesario. Reducir las amplificaciones inespecíficas (hot start, detergentes iónicos, tiempos cortos de extensión, hibridación a la máxima temperatura posible, reseleccionar la secuencia de los cebadores). Variar las concentraciones relativas de los sets de cebadores para amplificación equivalente. Cambiar los sistemas de amortiguamiento si es necesario.
6. Ajustar los componentes de la reacción y las condiciones del termociclador para la amplificación múltiple. Los requerimientos de Mg2+, dNTP y polimerasa pueden verse incrementados. Los tiempos para la extensión ideal pueden prolongarse un poco más de lo planeado.

### Aspectos Generales
La identificación de las especies objetivo debe ser realizada, las secuencias pueden ser recuperadas de bases de datos como GenBank. Partes de los genes tienen que ser secuenciadas para todas las especies diana utilizando cebadores. Las secuencias necesitan ser alineadas utilizando softwares disponibles para tal propósito, como por ejemplo BioEdit, y pares de cebadores específicos diseñados utilizando otros softwares como los que pone a disposición del público la empresa Premier Biosoft. Durante el diseño, los pares de cebadores deben ser equilibrados para temperaturas de fusión y se debe tratar de evitar la formación de dímeros cruzados.
La PCR básica de 25 µL incluye: agua ultrafiltrada y autoclavada; amortiguador para PCR (1x); mezcla de dNTP (200 µM cada uno); cebadores (0.04–0.6 µM cada uno); DMSO, glicerol o BSA (5% - en caso de utilizarlos); Taq ADN polimerase (1–2 U/25µL) y templete de ADN genómico(150 ng/25 µL).
Los componentes de la reacción pueden ser añadidos en orden indistinto siempre que se haya añadido primero el agua ultrafiltrada y autoclavada.
Los fragmentos son amplificados a partir de la plantilla de ADN usando los cebadores diseñados, un fragmento de ADN se genera para cada diana incluida en la PCR Múltiple, que abarca los sitios de unión de cebadores específicos.
Los productos de PCR se pueden limpiar con kits de purificación de PCR y la cantidad de ADN se puede medir utilizando equipos de cuantificación como espectrofotómetros. La cuantificación de ADN se debe determinar como el promedio de tres mediciones individuales de cada producto. El peso molecular de cada fragmento de doble cadena puede calcularse a partir de la secuencia de ADN correspondiente.
Una evaluación minuciosa y una validación de nuevos procedimientos de PCR Múltiple es esencial. La sensibilidad y especificidad del método deben ser evaluados a fondo con el uso de ácidos nucleicos estandarizados, purificados. Se debe hacer un uso completo de controles de calidad internos y externos, que deben aplicarse rigurosamente. Cuando se trabaja con microorganismos, al aumentar el número de agentes microbianos detectables por la PCR, será altamente deseable para fines prácticos lograr la detección simultánea de múltiples agentes que causan síndromes clínicos similares o idénticos y que comparten características epidemiológicas similares.
Los productos de PCR Múltiple pueden ser analizados por electroforesis en geles de agarosa en TAE 1x (0,04 M Tris-acetato, 0,001 M EDTA, a pH 8,0) o TBE 1x (0,09 M Tris-borato, 0,002 M EDTA, a pH 8,0) amortiguador, a temperatura ambiente usando gradientes de tensión de 7-10 V / cm. Para cualquier análisis en gel, el mismo volumen de productos de la PCR se carga en cada pozo de gel; o en geles de secuenciación (6% de poliacrilamida, que se utilizan para la separación de los productos de PCR cuando se tienen polimorfismos o se requiere de una resolución más alta.  Además, un sistema de electroforesis capilar automatizado se puede utilizar para realizar el mismo análisis, para la separación y visualización de productos de PCR, donde las diferencias de longitud del amplicón de tan solo unas 20 pares de bases son adecuados para diferenciar entre dianas dentro del sistema Múltiple. Incluso hay aparatos que permiten la visualización en electroferogramas, donde las unidades fluorescentes relativas (RFU) proporcionan una medida de la intensidad de señal de los fragmentos detectados.
Se puede ajustar el sistema Múltiple para obtener la misma eficiencia de amplificación de la siguiente manera: antes de la amplificación múltiple, todos los pares de cebadores requieren ser probados en PCRs Simples a la temperatura estimada de hibridación óptima para comprobar la correcta amplificación de los fragmentos deseados. Entonces, un primer sistema Múltiple provisional se prueba. Condiciones de 15 min a 95 °C, 35 ciclos de 30 °C a 94 °C, 90s a 62 °C a 65 °C, 60s a 72 °C y la elongación final por 10 min a 72 °C, comprobando que no hay fragmentos adicionales producidos por cualquiera de los cebadores dentro del sistema Múltiple. El sistema Múltiple se prueba entonces en una PCR en gradiente con extractos individuales y una mezcla de todos los taxones diana para determinar la temperatura óptima de hibridación. Por último, las concentraciones de cebadores se ajustan por pasos disminuyendo aquellos pares que dieron lugar a las señales relativamente fuertes y aumentando los productores de bandas más débiles. El sistema Múltiple final, resulta en la fuerza equivalente de señales para todos los objetivos cuando se utiliza una mezcla de plantilla de ADN estandarizada.
Para estimar la sensibilidad de los pares de cebadores en el sistema Múltiple, el número mínimo de copias de plantilla de doble hebra plantilla copias necesarias para amplificar un producto se identifica a todos los objetivos en diversas condiciones:
1. Solo un tipo de ADN diana como templete.[10]
2. Una mezcla que contenga todas las dianas a concentraciones equimolares como plantilla.[10]
3. Un tipo de ADN diana como templere con 300 ng de ADN no diana.[10]
4. Una mezcla equimolar de todas las dianas con 300 ng de ADN no diana.[10]

## Optimización

### General
La optimización de la PCR Múltiple puede plantear varias dificultades, incluida la baja sensibilidad y especificidad, y la amplificación preferencial de ciertas dianas específicas. La presencia de más de un par de cebadores en la PCR Múltiple aumenta la probabilidad de obtener productos de amplificación no esenciales, principalmente debido a la formación de dímeros de cebadores. Estos productos inespecíficos pueden ser amplificados más eficientemente que la diana deseada, consumir los componentes de la reacción y producir tasas alternativas de hibridación y extensión. Uno de los conceptos más importantes en la PCR es el de la relación óptima entre el cebador y la plantilla. Si la relación es demasiado alta, se forman dímeros de cebadores, como ocurre también en condiciones de plantilla muy diluida o si existe un exceso de cebador. Para la mayoría de las aplicaciones, independientemente de la concentración de plantilla, la concentración de cebador no puede elevarse mucho más que 0,5 mM debido a la formación de dímeros. Por lo tanto, lo que determina la relación de cebador a la plantilla es la cantidad y la complejidad de la plantilla proporcionada a la reacción. Si la relación de cebador a la plantilla es demasiado baja, el producto no se acumulará de forma exponencial, desde hebras diana recién sintetizados volverán a hibridarse después de la desnaturalización (que reduce el rendimiento considerablemente), o inhibirá la formación de producto de PCR.
Cuando más de una única diana será amplificada a partir de la plantilla, es necesario ajustar la relación de cebador-plantilla para evitar la formación de dímeros de cebadores. La optimización de PCR múltiple debe tratar de minimizar estas interacciones no específicas. Las pruebas empíricas y un enfoque de ensayo y error pueden tener que ser utilizados al probar varios pares de cebadores, porque no hay manera de predecir las características de funcionamiento de un par de cebadores seleccionado incluso entre aquellos que cumplen con los parámetros generales del diseño de cebadores. Tienen que ser considerados con especial atención los parámetros para el diseño de cebadores, como homología de los cebadores con sus secuencias diana de ácidos nucleicos, su longitud, su contenido en GC y su concentración.
La PCR Hot Start a menudo elimina las reacciones inespecíficas causadas por hibridación de cebadores a bajas temperaturas (entre 4 °C y 25 °C) antes del inicio del termociclado. Idealmente, todos los pares de cebadores en una PCR Múltiple deben permitir eficiencias de amplificación similares para sus respectivos ADN objetivos, que se logra mediante la utilización de cebadores con temperaturas de hibridación óptimas, casi idénticas y no deben mostrar una homología significativa ya sea para consigo mismos o entre ellos.

### Amplificación Preferencial
La amplificación preferencial de una secuencia diana sobre otra es un fenómeno conocido en la PCR Múltiple. Basado tanto en el modelado teórico como en los estudios experimentales, dos clases principales de procesos que inducen este sesgo han sido identificados: la deriva de PCR y la selección de PCR.
La deriva de PCR es un sesgo supuestamente debido a la fluctuación estocástica en las interacciones de los reactivos de PCR, particularmente en los primeros ciclos, lo que podría surgir en la presencia de concentraciones muy bajas de la plantilla; variaciones en los perfiles térmicos del termociclador, resultando en temperaturas de rampa desiguales; o simplemente por algún error experimental.
La selección de PCR se define como un mecanismo que favorece la amplificación de ciertas plantillas debido a las propiedades de la diana, las secuencias flanqueantes del objetivo, o de todo el genoma diana. Estas propiedades incluyen las diferencias entre regiones en el contenido de GC, lo que lleva a la desnaturalización preferencial; una mayor eficiencia de unión debido a cebadores ricos en GC; accesibilidad diferencial de los objetivos dentro de los genomas debido a estructuras secundarias; y el número de copias del gen dentro de un genoma. Además, la elección de cebadores se ha demostrado ser crucial para evitar la selección PCR.

### Componentes

#### Cebadores
Inicialmente, concentraciones equimolares de cebadores se utilizan en la PCR Múltiple. Cuando hay amplificación desigual, con algunos de los productos apenas visibles incluso después de que la reacción fue optimizada para las condiciones del ciclo, cambiando las proporciones de los diferentes cebadores en la reacción que se requiere, con un aumento en la cantidad de cebadores para los loci "débiles" y una disminución en la cantidad para los loci "fuertes". La concentración final de los cebadores puede variar considerablemente entre los loci y se establece empíricamente. Si hay un bajo número de copias o un ADN de alta complejidad, la concentración de los cebadores deberá rondar el 0.4 µM. Si hay un alto número de copias o un ADN de baja complejidad, la concentración de los cebadores debería de ser de entre 0.04 µM y 0.4 µM.

#### dNTP y MgCl2
dNTP
La concentración de cloruro de magnesio se debe de mantener constante (2 mM), mientras que la concentración de dNTP se incrementa paso a paso desde 0,5 hasta 1,6 mM. Los mejores resultados se han reportado entre 200 mM y 400 mM de cada dNTP, valores por encima de este último han reflejado que la amplificación se inhibe rápidamente. Cuando se ha aplicado una baja concentración de dNTP (100 mM de cada uno) la amplificación por PCR se ha llevado a cabo generando cantidades visiblemente más bajas de productos. Los dNTP son sensibles a los ciclos de descongelación y congelación. Después de entre tres y cinco de dichos ciclos, la PCR múltiple no se realiza a una eficiencia recomendada. Para evitar estos problemas, pequeñas alícuotas de dNTP se pueden hacer y mantener congeladas a -20 °C. Esta reducción en la estabilidad de los dNTP no es tan evidente cuando se amplifican loci individuales, o sea en PCR punto final.
MgCl2 
Una concentración recomendada de cloruro de magnesio en una PCR estándar es de 1.5 mM siempre que la concentración de dNTP sea de alrededor de 200 mM cada uno. Anteriormente se ha probado la influencia de cloruro de magnesio, manteniendo la concentración de dNTP a 200 mM y aumentando gradualmente cloruro de magnesio 1,8 a 10,8 mM; con esta última concentración de cloruro de magnesio, la amplificación se hizo más específica (bandas inespecíficas desaparecieron) y los productos adquirieron una intensidad comparable. En otras PCR con hasta 20 mM MgCl2, los productos apenas fueron distinguibles como si hubieran sido inhibidos en las reacciones.
Balance de dNTP/MgCl2
Para que funcione correctamente, la Taq ADN polimerasa requiere magnesio libre (además del magnesio obligado por el dNTP y el ADN); esta es probablemente la razón por la que aumentar las concentraciones de dNTP puede inhibir rápidamente la PCR, mientras que los incrementos en la concentración de magnesio a menudo tienen efectos positivos. Mediante la combinación de varias cantidades de dNTP y MgCl2, se encontró que 200 mM de cada dNTP trabajó bien en 1,5-2 mM MgCl2. El umbral para la reacción fue de aproximadamente 0,5-1 mM MgCl2 sobre la concentración total de dNTP, con una reducción de la amplificación por PCR por debajo de esta concentración de MgCl2.

#### Amortiguador de PCR
El aumento de la concentración del tampón o amortiguador para PCR a 2X mejora la eficiencia de la reacción múltiple. Esto fue más eficaz que cualquiera de los adyuvantes probados: sulfóxido de dimetilo (DMSO), glicerol y albúmina de suero bovino (BSA). Los pares de cebadores que resultaron en productos de amplificación más largos, fueron los que funcionan mejor en menores concentraciones de sales, mientras que los pares de cebadores con productos de amplificación cortos funcionan mejor en altas concentraciones de sal.
Comparación de amortiguadores
Dependiendo de los cebadores que se usen, el amortiguador basado en KCl es menos complejo y más fácil de ajustar y optimizar. Además, dado que la eficiencia de la Taq ADN polimerasa es mayor a concentraciones de dNTP inferiores, utilizando el amortiguador basado en KCl (que requiere mucho menos dNTP) puede ser beneficioso cuando los productos de PCR deben ser analizados más de mutaciones.

#### Cantidad del Templete de ADN yTaqADN Polimerasa
Cuando la cantidad de ADN molde es muy baja (pg de ADN), la amplificación puede hacerse más eficiente y específica mediante la reducción de la temperatura de hibridación hasta de 10 °C y 12 °C. Diferentes concentraciones de Taq ADN polimerasa han sido probadas con anterioridad y la más eficaz parece ser alrededor de 2,5 U / 50 L de volumen de reacción. La concentración excesiva de enzima, posiblemente debido a la alta concentración de glicerol en la solución, se traduce en una amplificación desequilibrada de diversos loci. La tasa de extensión de los híbridos de los cebadores específicos depende de la actividad de la enzima, la disponibilidad de los componentes esenciales, tales como MgCl2, dNTPs y la naturaleza del ADN molde. Por lo tanto, la mayoría de las modificaciones para mejorar el rendimiento de PCR debe dirigirse a los factores que afectan las tasas de hibridación y amplificación.

#### Aditivos: DMSO, Glicerol y BSA
Las reacciones más difíciles de PCR múltiple pueden ser mejoradas significativamente mediante el uso de un aditivo de PCR, tal como DMSO, glicerol, formamida y betaína, que relajan la doble hélice de ADN, haciendo así más fácil la desnaturalización del molde. Varios autores recomiendan DMSO y glicerol para mejorar la eficiencia de amplificación (mayor cantidad de producto) y especificidad (no hay productos inespecíficos) de la PCR, cuando se usa en concentraciones que varían entre 5% - 10% (vol / vol). En la PCR múltiple, la utilidad del DMSO y del glicerol necesita ser probada en cada caso. El BSA, en concentraciones de hasta 0,8 mg / L aumentó la eficiencia de la PCR mucho más que el DMSO o el glicerol. El BSA no tiene efectos inhibitors en los loci amplificados en los experimentos de Henegariu.

### Condiciones del termociclador
Las primeras rondas de ciclos térmicos tienen un efecto sustancial en la sensibilidad y la especificidad de la PCR. Suponiendo una desnaturalización eficiente de la diana, el éxito general de la amplificación específica depende de la velocidad a la que los cebadores hibridan con su objetivo y la velocidad a la que los cebadores hibridados se extienden a lo largo de la secuencia deseada durante los ciclos tempranos, medios y finales de la amplificación. Los factores que impiden que las tasas de hibridación sean las óptimas incluyen cebadores mal diseñados, componentes de amortiguación debajo de los niveles óptimos y temperatura de hibridación. La tasa de extensión de los híbridos de los cebadores específicos depende de la actividad de la enzima, la disponibilidad de los componentes esenciales, tales como dNTPs y la naturaleza del ADN diana. Por lo tanto, la mayoría de las modificaciones para mejorar el rendimiento de PCR se han dirigido hacia los factores que afectan las tasas de hibridación y extensión.

#### Temperatura de Extensión
En las pruebas hechas en 1997 por el equipo de Henegariu, los resultados obtenidos cuando cuatro mezclas de amplificación diferentes que contienen cantidades iguales de diferentes cebadores fueron sometidos a PCR múltiple con el programa A y el programa B; este último programa tenía una temperatura más alta de extensión (72 °C) y a tiempos de hibridación y de extensión más largos. En general, hubo un rendimiento visiblemente más alto de productos de PCR con el programa A. Además, con el programa B, algunos productos se perdieron y algunos productos no específicos sí aparecieron. Los resultados con el programa B se consideraron menos deseables en general y sugirieron que la temperatura de extensión mayor en el programa B disminuyó la amplificación de algunos loci, a pesar de que fue probado para compensar el uso de un tiempo de hibridación más largo y tiempo de extensión ligeramente más largo de lo normal.

#### Tiempo de Extensión
En la PCR múltiple, a medida que la amplificación simultánea de los loci va aumentando, la cantidad de enzima y de los nucleótidos se convierte en un factor limitante y es necesario más tiempo de extensión para que la polimerasa pueda completar la síntesis de todos los productos. Dos experimentos han ilustrado la influencia de la optimización del tiempo de extensión. En un experimento, se añadió un par de cebadores del cromosoma Y (Y6BaH34pr, 910bp) a una mezcla de cebadores del cromosoma X (X-3). Los resultados mostraron que el aumento del tiempo de extensión en la PCR múltiple (programa A vs. programa D) aumentó la cantidad de productos más largos. En otro experimento, cuatro mezclas múltiples para el cromosoma Y fueron amplificados con rendimientos visiblemente más altos utilizando los programas C y A con tiempos de extensión más altos.

#### Tiempo y Temperatura de Hibridación
Se ha demostrado que la modificación del tiempo de hibridación de 20 s a 2 min no altera la eficiencia de amplificación. La temperatura de hibridación es uno de los parámetros más importantes. Aunque muchos loci individuales podrían ser amplificados específicamente a 56 °C - 60 °C, la reducción de la temperatura de recocido por 4 °C - 6 °C se requiere para el mismo loci para ser co-amplificado en mezclas múltiples. Cuando muchos loci específicos se amplifican simultáneamente, los loci amplificados de manera más eficiente influirán negativamente en el rendimiento del producto de los loci menos eficiente. Esto es debido al hecho de que la PCR tiene un suministro limitado de enzima y nucleótidos, y todos los productos compiten por el mismo grupo de suministros.

### Geles

#### Agarosa
Los productos de PCR múltiple, que difieren entre sí en un 30 pares de bases a 40 pares de bases de longitud podrían ser convenientemente separados en geles de uso común de agarosa al 3%. Realizar la separación de los productos en gradientes durante la noche disminuye la nitidez de las bandas individuales de PCR, especialmente cuando los productos son más pequeños que 400 pares de bases a 500 pares de bases.

#### Poliacrilamida
Para separar los productos de PCR que difieren en solo unos pocos pares de bases de longitud (por ejemplo, marcadores de microsatélites), se requieren de geles de poliacrilamida (PAA) de entre 6% y 10%. Considerando que los geles de PAA no desnaturalizantes funcionan muy bien para loci no polimórficos, bandas inusuales aparecen cuando los microsatélites se separan en este tipo de gel. Por ejemplo, en un análisis de algunos loci polimórficos del cromosoma 12 a partir de dos hibridomas, se encontraron 2 bandas en el gel de PAA no desnaturalizante.

## Modificaciones
Múltiples técnicas, incluyendo RT-PCR, PCR punto final, PCR en tiempo real, Reacción en Cadena de la Ligasa y la Amplificación Mediada por Transcripción, se han desarrollado para amplificar y detectar genes de una manera similar para ensayos múltiples. Por ejemplo, la fusión de genes específicos observados en los tumores sólidos son marcadores de diagnóstico extremadamente útiles. Un ensayo basado en multiplexación de cebadores y sondas utilizando PCR en tiempo real, que permite la detección (bajo condiciones idénticas de PCR) de las diferentes fusiones, fue utilizado para el diagnóstico genético de rutina de células tumorales. La ventaja de este análisis de fluorescencia múltiple de translocaciones cromosómicas es que este método disminuye la manipulación de productos de PCR y reduce considerablemente el riesgo de contaminación cruzada vinculado al arrastre de los productos de RT-PCR. Además, constituye un paso importante hacia la automatización de la detección de la fusión génica específica del cáncer. La reacción en cadena de la ligasa (LCR) implica ciclos repetitivos de la ligadura de dos pares adyacentes de oligonucleótidos para formar productos ligados durante más tiempo en una técnica dependiente del molde. Se ha reportado que la LCR Múltiple es útil para la determinación simultánea de alelos normales y mutantes causantes de fibrosis quística. Una discriminación de mutaciones se logró utilizando LCR competitivo con seis oligonucleótidos y con una LCR múltiple competitiva usando 12 oligonucleótidos para detectar ambos alelos para dos mutaciones en un solo tubo de PCR. Aunque los equipos que ofrecen diversos grados de automatización se han adaptado a estas técnicas, la automatización completa no está disponible todavía.

### PCR Múltiple Anidada
Este tipo de ensayo implica el uso simultáneo de un par de cebadores universales, un par de cebadores específicos para un control interno (anidado) y un par de cebadores que no son específicos para la especie que se desea investigar. La especificidad de cada cebador debe ser evaluada en silicio, empíricamente, y verificada adicionalmente mediante secuenciación de los productos de amplificación. Por ejemplo, un par de cebadores específicos para ARN ribosomal de la subunidad 18S, cinco cebadores internos (anidados) oligonucleótidos específicos para los genes de la subunidad 18S del ARN ribosomal universales para el par de cebadores iniciales y un cebador específico para la especie en cuestión que no esté anidado.
Este método se utilizó para discriminar entre seis larvas de bivalvos comunes en las aguas costeras danesas (Cerastoderma edule, Macoma balthica, Mytilus edulis, Spisula subtruncata, Ensis americanus y miembros de la orden Myoida). Identificación individual de larvas de bivalvos aislados a partir de muestras de plancton se basa en el tamaño del producto de PCR producido por los cebadores específicos después de la visualización por electroforesis en gel de agarosa. Los estudios preliminares indicaron que este método es adecuado para su uso con muestra recién recogida y larvas conservadas y es, por tanto, adecuado para su aplicación en el campo.

### PCR Múltiple Anidada en Tiempo Real
Una Reacción en Cadena de la Polimerasa Múltiple Anidada fue adaptada a un sistema de tiempo real para la detección del virus del herpes simple (tipos 1 y 2) y el virus de varicela zóster, los resultados fueron comparados usando electroforesis en gel de agarosa. Se encontró que es una alternativa conveniente a la PCR convencional. Se mejora el tiempo de respuesta del espécimen mediante la eliminación de la necesidad de la electroforesis en gel, transiluminación y la fotografía del gel. También muestra aumento de la sensibilidad en los ensayos estándar y reduce aún más la posibilidad de contaminación de amplicones con protocolos de PCR anidadas.

### PCR Múltiple Anidada con Transcripción Inversa
Este enfoque incluye conjuntos de cebadores anidados dirigidos a conservar las regiones de genes de virus humanos, los cuales se transcriben mediante Transcripción Inversa al mismo tiempo que los controles internos lo hacen de la manera convencional.
Como es necesario un diagnóstico rápido, sensible y preciso de infecciones de las vías respiratorias inferiores en los niños, pacientes inmunocomprometidos y ancianos, el ensayo de PCR Múltiple Anidada con Transcripción Inversa se ha utilizado ampliamente para la detección simultánea de los virus no relacionados implicados en enfermedades infecciosas a causa de su alta especificidad y sensibilidad. Comparando sus resultados con cultivos convencionales virales, ensayo de inmunofluorescencia y una RT-PCR Múltiple para todos los tipos de virus de parainfluenza humanos, los ensayos de RT-PCR Múltiple Anidada proporcionan un sistema capaz de detectar e identificar simultáneamente 14 virus respiratorios diferentes en muestras clínicas con alta sensibilidad y especificidad, siendo útiles para el diagnóstico de rutina y el control de estos virus dentro de la población.

### PCR Múltiple Tiempo Real
La PCR Múltiple tiempo real basada en tecnología TaqMan fue desarrollada para identificar el locus ttrRSBCA y el gen invA para la detección precisa de Salmonella spp. en los productos frescos y los huevos. Con el fin de reforzar la especificidad del ensayo de PCR cuantitativa para Salmonella, una PCR Múltiple cuantitativa (tiempo real) dirigida específicamente al gen y locus mencionados anteriormente fue evaluada, obteniendo resultados concluyentes sobre su sensibilidad y especificidad.
La contaminación de los alimentos, sobre todo los huevos, con Salmonella spp. es una gran preocupación para la salud pública. Por lo tanto, es urgente el desarrollo de un método rápido para la detección de Salmonella en los productos alimenticios importantes. El ensayo de PCR  Múltiple Cuantitativa desarrollado en este estudio permite la detección rápida y precisa de Salmonella spp. en seis materias primas de alto riesgo y en huevos y tiene el potencial necesario para ser utilizado con otras matrices alimentarias.

### PCR Múltiple Cuantitativa basada en Arreglo de DNA
La PCR Múltiple Cuantitativa basada en un Arreglo de ADN (MQDA-PCR) es muy general y se puede utilizar en todas las áreas de las ciencias biológicas donde se desea realizar la cuantificación simultánea de múltiples genes objetivos. El método se basa en una PCR de dos etapas. En los primeros ciclos se emplean cebadores bipartitos que contienen una región universal en el extremo 5’ y una región universal específica en el extremo 3’ para cada constructo modificado genéticamente. Los cebadores utilizados son entonces degradados con una exonucleasa de cadena única específica para ADN. El segundo paso de la PCR se ejecuta solo  con cebadores que consisten en la región del extremo 5’. La eliminación de los cebadores es esencial para crear una PCR competitiva y, por lo tanto, cuantitativa. Los oligonucleótidos que se hibridan a segmentos internos de los productos de PCR, son entonces marcados en una secuencia específica en una reacción de amplificación lineal con una señal cíclica. Esto se hace tanto para aumentar la sensibilidad como la especificidad del ensayo. La hibridación de los oligonucleótidos marcados a sus secuencias complementarias en una matriz de ADN permite la detección múltiple.
Este método fue desarrollado y evaluado por Knut Rudi y su equipo en 2003 para la cuantificación de maíz transgénico en alimentos y piensos. Diecisiete muestras de alimentos y piensos diferentes fueron seleccionados utilizando un sistema múltiple (específicamente de doce) para la detección simultánea de siete tipos diferentes de maíz genéticamente modificados (Bt 176, Bt11, MON810, T25, GA21, CBH351 y DBT418). Diez muestras fueron modificadas genéticamente para tener controles positivos que contiene principalmente mezclas de MON810 y Bt11 ADN Bt176. Un sistema MQDA-PCR de ocho complejos para la detección del maíz MON810, Bt11 y Bt176 fue evaluado haciendo una comparación con un sistema simple de PCR que actúa con una nucleasa que corta en el extremo 5’. Llegaron a la conclusión de que el método descrito es modular, y por lo tanto adecuado para las necesidades futuras en la detección de organismos genéticamente modificados.

### PCR Múltiple en Tiempo Real con Transcripción Inversa
Un protocolo de PCR Múltiple en tiempo real, utilizando primers específicos de ciertos genes y sondas TaqMan, ofrece genotipificación y cuantificación simultánea de esos genes con una sensibilidad aceptable.
Este método fue utilizado por Kottaridi, Spathis, Ntova, Papaevangelou y Karakitsos en 2012 para la detección y cuantificación de los genotipos más comunes de rotavirus humanos debido a que el grupo A de rotavirus (RVs) son patógenos importantes que causan deshidratación y gastroenteritis agudas en lactantes y niños pequeños. Ellos fueron capaces de detectar cepas de rotavirus con las combinaciones de genotipo más común G4P (70,7%), G1P (10,9%), G2P (5,4%) y G9P (2,2%).

### PCR Múltiple en Tiempo Real con Transcripción Inversa usando sondas TaqMan
Ensayos de PCR Múltiple en Tiempo Real con Transcripción Inversa usando sondas TaqMan individuales se desarrollaron y evaluaron con un ensayo de TaqMan RT-PCR tiempo real por Tineke y sus colaboradores en 2009 con un Control de Procesos de Muestras para la Detección de ARN F-específicos de Genogrupos de Colifago I y IV, lo que resulta en la detección exitosa de genogrupo IV con el ensayo multiplexado en el 80% de las muestras fecales. El desarrollo de este método se debe a la creciente preocupación de la transmisión zoonótica de algunos virus entéricos animales, como calicivirus, virus de la hepatitis E y el rotavirus, que están estrechamente relacionados con las cepas patógenas humanas.

### PCR Múltiple-Ready
PCR Múltiple-Ready puede lograr una alta tasa de éxito (92%) para la amplificación de secuencias publicadas bajo condiciones de reacción estándar, con una especificidad comparable a la de los métodos de PCR convencionales. Es compatible con un nivel más elevado de multiplexación en los genomas de plantas de diferentes tamaños y la ploidía, sin la necesidad de optimizar cuidadosamente las condiciones de ensayo. Varias ventajas de la PCR Múltiple-Ready para el genotipado de SNP y SSR incluyen la amplificación uniforme de secuencias diana dentro de las reacciones multiplexadas y entre ensayos independientes, y la capacidad de etiquetar amplicones durante la PCR con restos especializados, tales como los marcadores fluorescentes y la biotina. Este nuevo método de PCR múltiple facilita el genotipificado de SSR basado en la fluorescencia y la preparación multiplexada de moldes de ADN para ensayos de SNP. Estas ventajas pueden ser capturadas en varios puntos en el proceso de determinación del genotipo y ofrecen un considerable ahorro de costos y de trabajo. La PCR Múltiple-Ready es ampliamente aplicable a la genómica de plantas y asistida por marcadores de cría, y debería ser transferible a cualquier especie animal o vegetal, sin embargo esto no ha sido comprobado todavía.

## Software

### Diseño de Cebadores
Visual OMP
El problema más común con el diseño de cebadores es que una alta sensibilidad y especificidad son difíciles de lograr para la PCR debido a ciertos obstáculos como dímeros de cebadores, las hibridaciones inespecíficas y competencia de estructura secundaria. Estas cuestiones solo se magnifican a medida que aumenta de tamaño de la muestra múltiple. Visual OMP (Plataforma de Modelado de Oligonucleótidos + Equilibrio Multiestado) permite al usuario realizar sus experimentos en silico antes de comprar y optimizar sus cebadores y sondas experimentalmente; así como diseñar, simular y analizar la PCR Múltiple, sondas TaqMan, balizas moleculares, microarreglos, ensayos de FRET alelo-específica, RNAi y sondas antisentido; predecir la termodinámica de hibridación, estructura plegable secundaria y simular las curvas de fusión. Visual OMP ha integrado en su sistema buscadores como: ThermoBlast, clustal, BLAST y Entrez.
PrimerPlex
PrimerPlex es una herramienta eficiente y sofisticada para diseñar oligonucleótidos para ensayos múltiples. Permitiendo la fácil amplificación de múltiples objetivos en un solo recipiente de reacción, reduciendo tanto el tiempo como el costo de la experimentación.
El diseño de cebadores para PCR múltiple presenta varios desafíos que incluyen dímeros de cebadores, la incapacidad para separar los amplificados con movilidad electroforética y similares errores de cebado debido a la unión no específica a las plantillas de ADN no objetivo. PrimerPlex utiliza algoritmos propios para diseñar conjuntos óptimos de cebadores múltiples en condiciones de reacción uniformes para 40 secuencias. Los conjuntos de cebadores se identifican después de examinar a todos los cebadores en un pool y minimizar los desajustes de las temperaturas de fusión (Tm) para asegurar la amplificación específica y la alta fluorescencia de la señal. En este proceso, se analizan millones de posibles conjuntos de cebadores múltiples en pocos segundos y se presenta una lista de conjuntos alternativos. Con este software se pueden especificar las diferencias de tamaño mínimo del producto entre el conjunto de pares de cebadores diseñados para una mejor visualización de las bandas en un gel. Para asegurar la especificidad del cebador, pueden ser buscados desde PrimerPlex BLAST contra cualquiera de las bases de datos genómicas disponibles en NCBI.
Para los estudios de genotipificación de Polimorfismos de un solo Nucleótido, PrimerPlex diseña cebadores que los flanquean. El resultado incluye un par de cebadores para cada plantilla de ADN con el tamaño del producto, la temperatura de hibridación y otras propiedades físicoquímicas del oligonucleótido. Una representación gráfica de las estructuras secundarias también está disponible para ayudar a determinar si son susceptibles a obstaculizar la reacción.
Los ensayos de PCR múltiple se utilizan para el análisis de la expresión génica (detección del punto final utilizando electroforesis en gel), para aplicaciones de SNP de alto rendimiento como el genotipificado, para el enriquecimiento requerido en Next Generation Sequencing, detección de patógenos, tipificación de cepas y haplotipificación. PrimerPlex diseña adicionalmente sondas de captura específicas de alelos óptimos y de Extensión de Cebadores de Alelos Específicos (ASPE, por sus siglas en inglés).
MPprimer 
MPprimer emplea el programa ampliamente utilizado de imprimación de diseño de cebadores Primer3 y programa de evaluación de la especificidad de cebadores MFEprimer para diseñar y evaluar los cebadores candidatos de la base de datos de ADN genómico o de la de transcripción, seguido de un examen cuidadoso para evitar la dimerización de los cebadores. El algoritmo gráfico de expansión derivada se utiliza para determinar las combinaciones óptimas de diversos conjuntos de cebadores para PCR múltiple. Además, ofrece un programa virtual que realiza electroferogramas, MPprimer electrophotogram, para ayudar a los usuarios a elegir el mejor conjunto de cebadores. MPprimer es una herramienta valiosa para el diseño específico, sin la formación de dímeros y amplicones de tamaño limitado para mejorar los experimentos de PCR múltiple.

### Predicción de Curvas de Fusión de Alta Resolución y Perfiles Dinámicos de Fusión de los Productos de la PCR Múltiple
uMelt
uMelt es una herramienta basada en la flexibilidad de la web para la predicción de las curvas de fusión de ADN y perfiles de desnaturalización de los productos de PCR. El usuario define una secuencia del amplicón objetivo y elige un conjunto de parámetros termodinámicos y experimentales que incluyen concentraciones vecinas más cercano de amplificación, los efectos de entropía de bucle, de cationes (monovalentes y Mg ++) y un intervalo de temperatura. Utilizando un algoritmo de función de partición acelerado junto con los valores de los parámetros elegidos, uMelt calcula y visualiza la formación media de hélices y la probabilidad de disociación en cada posición de la secuencia a diferentes temperaturas dentro de un rango determinado. Curvas predichas muestran la formación media de hélices como una función de la temperatura o como derivados de esta. Perfiles predichos dan una indicación de estabilidad como una función de la posición de la secuencia, ya sea como 50% de temperaturas de fusión o como la probabilidad de fusión a temperaturas específicas. La pérdida de la dimerización asociada con el aumento de temperatura puede ser visto de forma dinámica para visualizar la formación de dominio dentro de la molécula. Los resultados de los experimentos de fusión de alta resolución fluorescentes coinciden con el número de dominios de fusión predichos y sus temperaturas relativas. Sin embargo, las temperaturas de fusión absolutas varían de acuerdo a los parámetros termodinámicos seleccionados y las bibliotecas actuales no tienen en cuenta las tasas de fusión rápida y la estabilización de los marcadores fluorescentes utilizados en los experimentos de fusión. uMelt proporciona una plataforma para la simulación y el diseño de alta resolución de la aplicación de métodos cuantitativos de PCR. Esto se desarrolló en ActionScript y se puede encontrar en línea en https://web.archive.org/web/20150907113605/https://www.dna.utah.edu/umelt/umelt.html. Adobe Flash es necesario para funcionar en todos los navegadores.

### Intercomparación de Cebadores
AutoDimer
El propósito principal de AutoDimer es comparar conjuntos de pares de cebadores de PCR preseleccionados (que van desde 2 hasta 1.000 secuencias) para obtener el potencial de reactividad cruzada. El programa realiza intercomparaciones de hibridación al evaluar las interacciones de acuerdo con las reglas tradicionales de apareamiento de bases postuladas por los científicos Watson y Crick. Los resultados pueden ser inspeccionados o guardados en un archivo de texto visual. La salida de información consiste en un componente visual, junto con una puntuación que representa el grado de interacción. Las predicciones de la temperatura de fusión de transición (Tm) y la energía libre de la fusión (G) se calculan para cada una de las posibles interacciones de hibridación. El AutoDimer está disponible en http://www.cstl.nist.gov/biotech/strbase/AutoDimerHomepage/AutoDimerProgramHomepage.htm. AutoDimer también se ha convertido en una herramienta basada en la Web con la ayuda del NIJ de Estados Unidos y la experiencia de un software como iSYS LLC. Esta herramienta está disponible en https://web.archive.org/web/20150221073446/http://yellow.nist.gov:8444/dnaAnalysis/index.do. AutoDimer ha permitido al Equipo de Pruebas del Proyecto Identidad Humana (NIST) para desarrollar una serie de ensayos de PCR múltiple útiles para ayudar a la investigación y comprobación de la identidad humana.

### Tecnología de PCR Múltiple
Multiplicom
Multiplicom aplica PCR Múltiple para desarrollar ensayos que mejoran en gran medida la eficiencia global, la amplitud de las pruebas genéticas para el uso habitual de esta tecnología y la aplicación de instrumentación estándar. Su tecnología de PCR múltiple utiliza una herramienta de software propio (MultiplexerTM) para diseñar cebadores como apoyo a la mejor estrategia de multiplexación; esto es posible en combinación con la optimización de ensayo de PCR múltiple. Esto resulta en la generación de ensayos de costos bajos altamente eficientes, para establecer una amplia gama de aplicaciones clínicas y de diagnóstico. Su tecnología permite a 3 aplicaciones principales:
MASTR
Los ensayos con Mastr ofrecen una combinación innovadora de cebadores de PCR premezclados en un kit listo para su uso, lo que permite una mayor amplificación de la diana para el diagnóstico basado en muestras de ADN. Se permite la amplificación por PCR múltiple de todas las secuencias de codificación requeridas de los genes de interés en un número limitado de reacciones de PCR. Además la agrupación de los amplicones de ADN y códigos de barras de las muestras individuales de los ensayos con tecnologías contemporáneas de secuenciación masiva en paralelo (MPS), permite un alto rendimiento simple y secuenciación rentable tanto para fines de diagnóstico como para fines de investigación.
Sirve como amplificación de front-end para el análisis de secuencias en todas las plataformas de MPS. La tecnología se basa en el método de "amplificación de la diana" en lugar de enriquecimiento de destino. Objetivo selección de genes basado en imprimación algoritmo diseño y know-how garantías en una amplificación por PCR simultánea altamente reproducible de hasta 100 amplicones en una sola reacción con PCR estándar. Como resultado, los ensayos Mastr permiten ejecutar pruebas de diagnóstico precisos, en rendimientos significativamente más altos y reducen sustancialmente los costos de carga de trabajo y el procesamiento de las muestras, utilizando las tecnologías de MPS.
Emplea 2 pasos ensamblados en un protocolo de PCR que permite la amplificación específica de las regiones de interés (paso 1), seguido por la incorporación de códigos de barras moleculares (Identificadores Múltiples - MID) en cada producto amplificado (paso 2) para vincular inequívocamente cada lectura de la muestra que se originó a partir de MAQ.
MAQ
Los ensayos MAQ (Cuantificación de Amplicones Múltiples) permiten que en un tubo cerrado, basado en el análisis de PCR Múltiple de alto rendimiento, el Número Variable de Copias (CNV, por sus siglas en inglés) de hasta 50 diferentes secuencias de ADN genómico. El análisis de CNVs basado en la tecnología MAQ es muy robusto, rápido y fácil de realizar, con la obtención de resultados disponible dentro de 5 horas.
El análisis de CNVs utilizando MAQ solo requiere un termociclador y secuenciador capilar y consiste en la etiqueta fluorescente amplicones en la región de la CNV (amplicones objetivo) y amplicones seleccionados de regiones genómicas con un número de copias estable (amplicones de control). Después de la PCR múltiple, los fragmentos son de tamaño se separaron en un secuenciador capilar. CNVs se determinan mediante el cálculo de las proporciones de los amplicones objetivo a lo largo amplicones de control para una muestra de ensayo y una muestra de referencia. La comparación de estas intensidades relativas resulta en un cociente de la dosis, indicando el número de copias de la CNV en la muestra con este ensayo.
Ensayos de PCR con múltiples parámetros
Utilizados para el análisis de alguna condición determinada por la presencia o ausencia de secuencias de ácidos nucleicos que incluyen el análisis de homopolímeros con:
Ensayos de Homopolímeros
Se utilizan para la detección de pequeñas mutaciones de inserción o deleción en la codificación de tramos de homopolímero de genes específicos. Dado que estas mutaciones son difíciles de detectar por algunas plataformas de secuenciación masivamente paralelo, listo para usar ensayos de HP están disponibles para una rápida, electroforesis capilar detección de inserción o supresiones basados en tramos de homopolímero de más de 6 pares de bases.
Ensayos basados en Marcadores
La PCR Múltiple es muy adecuada para la amplificación por PCR de marcadores genéticos tales como VNTR, STR y SNP.

## Aplicaciones
Sistemas de PCR múltiple se utilizan cada vez más en los estudios biológicos y médicos, ya que permiten la amplificación simultánea de varios fragmentos de ADN dentro de una reacción. Esta capacidad para reducir el número de reacciones necesarias para poner a prueba una muestra para diferentes objetivos ayuda a ahorrar tiempo y dinero y hace que los sistemas múltiple sean útiles especialmente cuando un gran número de muestras tienen que ser filtrada. Por lo tanto, la PCR múltiple se utiliza regularmente para examinar la genética de poblaciones y la determinación de origen, para investigar las interacciones tróficas, para la identificación de especies moleculares y evaluación de la comunidad, así como en los estudios forenses y de seguridad alimentaria. El gran potencial de este método también se refleja en los números rápido aumento de las publicaciones que han adoptado este enfoque. El procedimiento multifacético de la PCR Múltiple tiene que ser planificado y optimizado completamente para lograr resultados sólidos y significativos.

### Investigación
Detección de Genes de Resistencia a Tetraciclina
Pares de cebadores específicos de genes resistentes a tetraciclina 14 encuentran comúnmente en los organismos positivas y Gram negativas Gram. Las combinaciones de pares de cebadores se utilizaron en las reacciones de PCR múltiple para detectar grupos específicos de genes tet en 25 aislamientos clínicos de Salmonella entérica serotipo Typhimurium DT104, 19 aislamientos clínicos de Staphylococcus aureus resistente a la meticilina. Ha demostrado ser un método útil para diferenciar los tipos de resistencia a la tetraciclina como un marcador adicional para el propósito de la investigación de brotes y vigilancia.

### Medicina
Virus Neurotrópicos
En la enfermedad neurológica con el requisito de diagnóstico rápido y fiable para proporcionar una base racional para la quimioterapia y limitar los procedimientos innecesarios y terapia irrelevante ha impulsado el desarrollo. La amplia gama de virus asociados con enfermedad neurológica incluye el virus de herpes simplex (HSV); citomegalovirus (CMV); virus de la varicela-zóster (VZV); Virus de Epstein-Barr (EBV); virus del herpes humano 6 (HHV-6); el grupo de enterovirus, incluyendo ecovirus, poliovirus, virus coxsackie y; adenovirus; Virus JC y BK; arenavirus; paramixovirus; rabia; y arbovirus. En vista de la gran cantidad de virus potencialmente neuroinvasiva y debido al volumen limitado de la muestra de diagnóstico más útiles (líquido cefalorraquídeo o LCR) un número de PCR múltiple se han desarrollado.
Virus Respiratorios
Los virus que comúnmente causan infecciones respiratorias, especialmente en los lactantes y los niños pequeños pueden resultar en graves inferior o superior enfermedad de las vías respiratorias que requieren hospitalización. Por lo tanto, la prueba sensible y rápida para estos virus es crucial para reducir la posibilidad de transmisión nosocomial de pacientes de alto riesgo, limitar el uso innecesario de antibióticos y terapia directa adecuada después de un diagnóstico específico. Un número de estudios han dirigido a desarrollar y evaluar PCR múltiple para la detección de estos virus y presentó pruebas sustanciales de la utilidad de esta técnica como una herramienta importante para el manejo de pacientes con infecciones respiratorias. Un número de estudios han utilizado PCR Múltiple para detectar y tanto los virus de tipo o subtipo de la gripe en muestras clínicas.
Infecciones Genitales y Urinarias
La utilidad de la PCR múltiple en el diagnóstico de los virus asociados con la infección del tracto genital se refleja en los numerosos informes de detección y tipificación de los virus del papiloma humano (VPH). Estas PCR Múltiple tienen una variedad de formatos, pero con un objetivo común de detección de VPH y escribiendo. Estos incluyen PCR primers que combinaron para producir un tamaño de producto específica del tipo o las que utiliza cebadores degenerados para la detección del VPH y cebadores antisentido específicos de la cepa de sencillo escribir.
Infecciones Oculares
Los beneficios de diagnóstico sobre las técnicas convencionales de PCR en el diagnóstico de la infección ocular están bien documentados, tanto para el segmento anterior y posterior del ojo. El desarrollo y la evaluación de PCR Múltiple para la detección de adenovirus, HSV, y C. trachomatis en los casos de queratoconjuntivitis demostraron la viabilidad de la detección simultánea de estos agentes.
Pacientes Inmunocomprometidos
Debido a la importancia de las infecciones de VIH en pacientes inmunocomprometidos, una serie de autores han desarrollado métodos para la detección simultánea de estos virus en diversas muestras clínicas. Dos genes diferentes de CMV se detectaron con un múltiplex de un solo paso de PCR en muestras clínicas de pacientes con trasplante renal y otros pacientes CMV-seropositivos. La prueba era sensible y permitió el seguimiento de la infección por CMV por cuantificación de ADN de CMV. Este último se basa en la suposición de que las muestras con pequeñas cantidades de ADN viral son más probables que conduzca a la amplificación de solo uno de los dos objetivos.
Diagnóstico de Bordetella spp.
Para confirmar la presencia o ausencia de Bordetella pertussis y detectar otras especies del género, como Bordetella paraper- tussis y Bordetella bronchiseptica, que pudieran estar involucradas en el cuadro clínico de coqueluche, se utilizó la PCR Múltiple, que amplifica una secuencia del promotor del gen de Toxina Pertussis y otra del gen de la Toxina Adenilato Ciclasa- Hemolisina. Su uso combinado con alguna de las PCR habituales en diagnóstico, como la PCR IS481, permite aumentar la sensibilidad del diagnóstico de esta enfermedad, la especificidad del mismo discriminando los resultados falsos positivos o negativos y aumentar el conocimiento sobre los agentes etiológicos implicados en esta patología.
Diagnóstico Rápido y Oportuno de Infecciones Hemáticas en Recién Nacidos y Niños con Sospecha de Sepsis 
La sepsis es un problema de salud importante en los recién nacidos y los niños. La detección temprana de patógenos permite la iniciación de la terapia antimicrobiana apropiada que se correlaciona fuertemente con resultados positivos. La PCR Múltiple tiene el potencial de identificar rápidamente las infecciones del torrente sanguíneo, para compensar la pérdida de la sensibilidad del cultivo de sangre. En un hospital pediátrico italiano, PCR múltiple se comparó con la cultura de sangre de rutina con 1.673 muestras obtenidas de 803 niños con sospecha de sepsis; información clínica y de laboratorio se utilizó para determinar el estado de infección del paciente. La PCR Múltiple mostró una sensibilidad del 85,0% (intervalo de confianza del 95%, 􏰺 78,7-89,7%) y una especificidad del 93,5% (IC del 95% 􏰺 92,1-94,7%) en comparación con el cultivo de sangre.

### Paleontología, Antropología Biológica y Ciencias Forenses
Subtipificación de resolución fina de los mayores haplogrupos del cromosoma Y (E, G, I, J, and R) en investigaciones antropológicas, genealógicas y forenses
Polimorfismos de ADN hereditarios ubicados dentro de la porción nonrecombing del cromosoma Y humano proporcionan un poderoso medio de seguimiento de la ascendencia patrilineal de los individuos de sexo masculino. Un método de genotipificación eficiente usando PCR múltiple fue introducido recientemente para la detección de la basal del cromosoma Y haplogrupos A a T, así como un método adicional para la disección de haplogrupo O en sus sublineages. Para ampliar aún más el uso del cromosoma Y como un marcador evolutivo, aquí se introduce un conjunto de ensayos de genotipado para resolución fina de subtipos de haplogrupos E, G, I, J y R, que constituyen la mayor parte de Eurasia occidental y África cromosomas Y. El marcador de selección incluye un total de 107 polimorfismos bi-alélica cuidadosamente seleccionados que se dividieron en ocho ensayos múltiples jerárquicamente organizados (dos para el haplogrupo E, uno para que, una para J, uno de G, y tres para R) basados en la sola extensión del cebador -base tecnología (snapshot). No solo este método permite una mayor discriminación linaje del cromosoma Y, la distribución geográfica más restringida de los subhaplogroups cubiertos también permite estimaciones más fina escala de origen biogeográfico patrilineal. Complementando el método anterior para la detección basal Y-haplogrupo, se espera que, por lo tanto, los ensayos introducidos actualmente a ser de gran relevancia para los estudios de ADN futuros dirigidos ascendencia específica masculina con fines forenses, antropológicos, y genealógicas.
Amplificación de ADN antiguo
Este método está diseñado para ensamblar secuencias de ADN largas, continuas, utilizando cantidades mínimas de ADN antiguo fragmentado como plantilla. Esto se logra mediante un enfoque de dos pasos. En el primer paso, múltiples fragmentos se amplifican simultáneamente en una única reacción múltiple. Posteriormente, cada uno de los fragmentos generados se amplifica de forma individual utilizando un único par de cebadores, en una PCR uniplex estándar. La capacidad de amplificar simultáneamente múltiples fragmentos en el primer paso permite la generación de grandes cantidades de secuencia de ADN molde raro, mientras que el segundo paso anidada aumenta la especificidad y disminuye la amplificación de ADN contaminante. En contraste con los protocolos actuales que utilizan muchos PCRs simplex plantilla lento, el método descrito permite la amplificación de varios kilobases de secuencia en una sola reacción. Por lo tanto, combina el uso óptimo plantilla con una alta especificidad y se puede realizar dentro de un día.
Protocolo directo y rápido de amplificación por PCR Múltiple en muestras relevantes de medicina forense
Tipificación de ADN forense implica un flujo de trabajo multipaso. Los pasos incluyen el aislamiento de ADN, la cuantificación, la amplificación de un conjunto de marcadores de repetición en tándem cortas, la separación de los productos de reacción de polimerasa en cadena por electroforesis capilar y análisis de perfil de ADN y la interpretación. Por un enfoque rápido y directo PCR redujimos el tiempo total de análisis de ADN a 02.03 h después de lo cual el genotipado de información para los 10 marcadores STR más la amelogenina (AMEL) marcador presentes en el kit de perfiles disponibles en el mercado se obtiene. Esta reducción en el tiempo se logra mediante el uso de los siguientes elementos:
- ADN polimerasa Phusion1 Flash con alta procesividad y tolerante a la inhibición.[30]

- Una escalera alélica modificada para que no presentara adenilaciones.[30]

- Un sistema termociclador rápido PIKO1 de tubos de reacción con paredes ultradelgadas.[30]

- Guías de interpretación de perfiles con un modificadas para que no se presenten radios de tartamudeo y picos de baja fuorescencia.[30]

- Regulación de la carga de muestras con el uso de mini-cintas que levantan una cantidad limitada de material celular de telas.[30]

El procedimiento es especialmente eficaz para ADN de alto nivel, las muestras de origen individuales, tales como las muestras que contienen saliva, sangre, semen y las raíces del pelo. Las tasas de éxito, que se define como un perfil de ADN completa, dependen del tipo de mancha y superficie. Debido a la utilización de la elevación de cinta como la técnica de muestreo, el bastoncillo o tela permanece seco e intacto y se pueden analizar en una etapa posterior usando los procedimientos habituales. PCR directa y rápida en un '' ADN-6 h '' ha establecido el servicio, ya que puede ayudar en las investigaciones policiales derivando rápidamente la información del ADN a partir de pruebas rastro dejado por un autor, buscando el perfil STR contra una base de datos de ADN y reportar los resultados a la policía o fiscalía.

### Agronomía y Diversidad
Identificación de las Enterovariedad de Escherichia coli Patógenas
Las Escherichia coli patógenas se clasifican en E. coli Enterotoxigénica (ECET), E. coli Enteropatogénica (ECEP), E. coli Enteroinvasiva (ECEI), E. coli Enteroagregativa (ECEA), E. coli Enterohemorrágica (ECEH) y E. coli difusa adherente (ECDA). Se utilizó una PCR Múltiple para amplificar los genes vt1, vt2, eae, estA, eltB, aggR, ipaH y Da; dividida en dos, la primera amplificó las enterovariedades ECEH, ECEP y ECDA y la segunda ECET, ECEI y ECEA. Se realizó el límite de detección medido en concentración de ADN, tomando como patógenos de referencia a ECEH para la primera PCR Múltiple y ECET para la segunda. La técnica presentó una alta eficiencia, sensibilidad y especificidad en los controles positivos, otras cepas y muestras de heces, en un ensayo de campo limitado.
Detección y Diferenciación de Microorganismos Asociados a Comida y Bebida
En cuanto a la seguridad alimentaria, la rápida detección de especies microbianas es crucial para desarrollar medidas preventivas y / o de ajuste eficaces. Los métodos clásicos para determinar la presencia de ciertas especies son mucho tiempo y mucha mano de obra, por lo tanto, los métodos moleculares, que ofrecen velocidad, sensibilidad y especificidad, se han desarrollado para abordar este problema. La PCR Múltiple se aplica ampliamente en los diversos campos de la microbiología para la rápida diferenciación de especies microbianas sin comprometer la precisión, con ella, Settanni y corsé en 2007 demostró la identificación de microorganismos vehiculado con los alimentos y bebidas.
Diferenciación de la Termita Subterránea de Formosa, Coptotermes formosanus (Isoptera: Rhinotermitidae) de otras termitas subterráneas
La termita subterránea de Formosa, Coptotermes formosanus Shi- raki (Isoptera: Rhinotermitidae), es una plaga importante que se extiende desde el sureste de los Estados Unidos. La identificación morfológica de los especímenes no es posible usando las características morfológicas. Un protocolo de PCR múltiple fue desarrollado para diferenciar la termita subterránea de Formosa de otras termitas en una reacción de PCR. Este protocolo reemplaza las técnicas de diagnóstico molecular utilizadas anteriormente.